# Limoniidae
Limoniidae là họ ruồi có sự liên quan gần với họ Ruồi hạc, mặc dù chúng thường phân biệt bởi vị trí cánh khi đậu.

## Hình ảnh

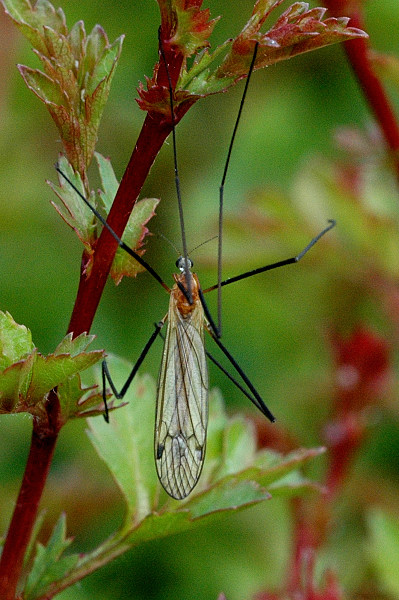
Austrolimnophila ochracea
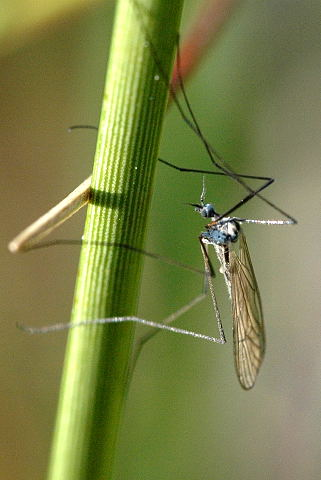
Dicranoptycha fuscescens
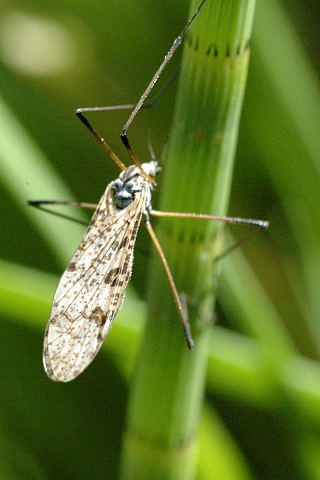
Eloeophila maculata
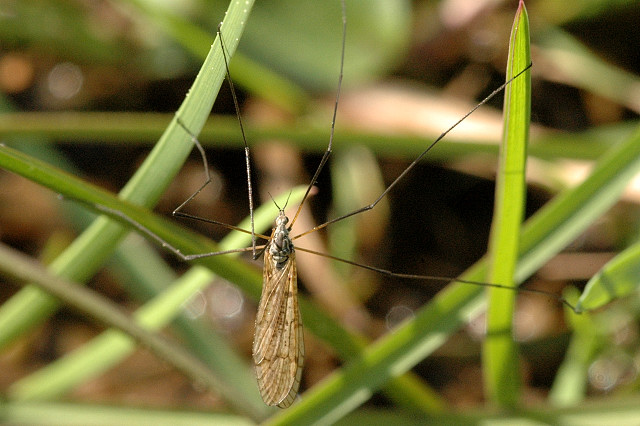
Limnophila schranki
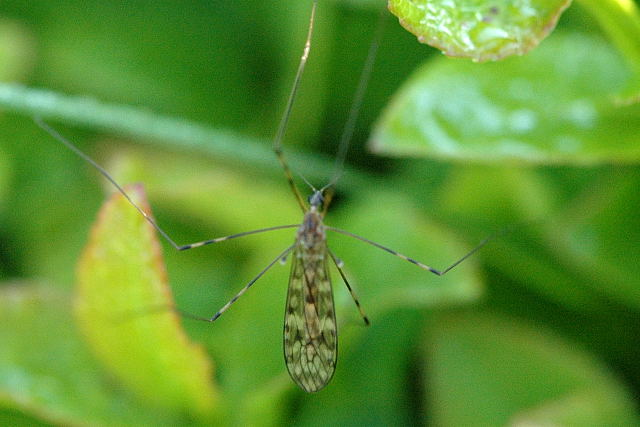
Limonia nubeculosa
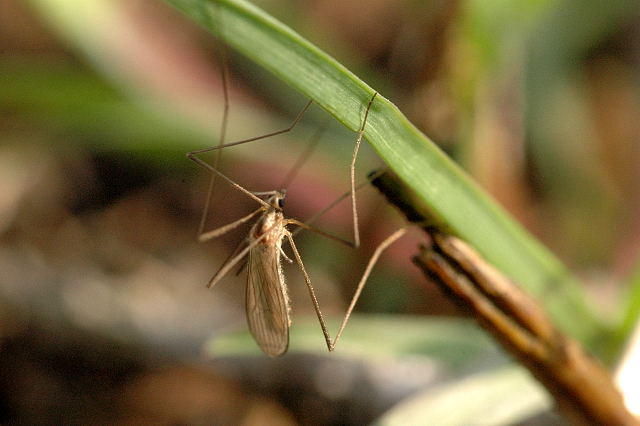
Phylidorea.ferruginea